# Musée Raymond-Devos
Le Musée Raymond-Devos, situé au 10, rue de Paris à Saint-Rémy-lès-Chevreuse (Yvelines), expose des costumes de scène de Raymond Devos, des instruments de musique, des carnets de notes pour ses spectacles, ainsi qu'une reconstitution des lieux de travail de l'artiste, dans la maison où il vécut plus de quarante ans. Le musée a reçu le label Maison des Illustres attribué par le ministère de la Culture.

## Site du musée

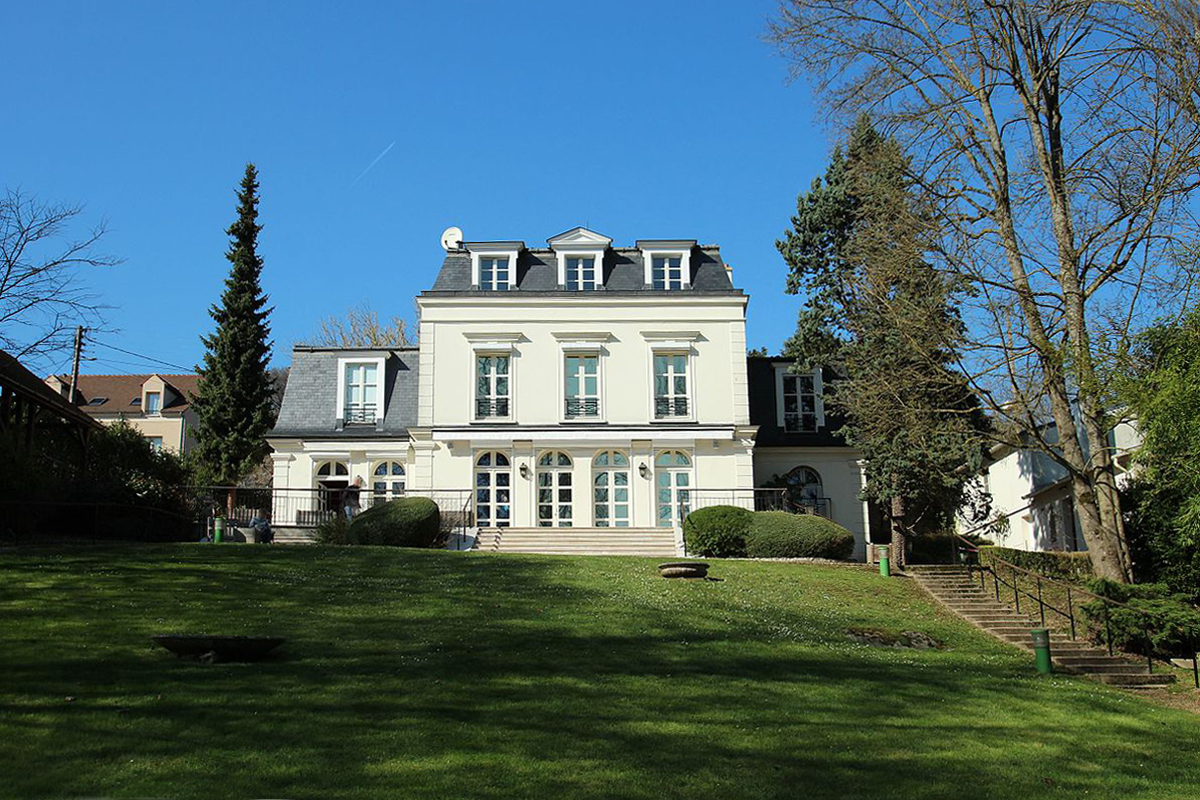
La Hiera, maison de Raymond Devos où est installé le musée.

En 1963, Raymond Devos acquiert La Hiera, belle maison du XIXe siècle entourée d'un parc de deux hectares au cœur de la vallée de Chevreuse. Il profite de ce lieu privilégié de création et d’écriture, véritable havre de paix où il aime à se retrouver entre ses spectacles.
Peu avant sa disparition, Raymond Devos fait de la commune son légataire universel[réf. nécessaire], lui léguant en particulier la maison qu'il a habitée durant quarante-trois ans et où il meurt le 15 juin 2006. Après avoir visité la fondation de son ami Félix Leclerc au Canada, Raymond Devos avait souhaité que la Hiera devienne un lieu de partage. Il fait du maire de la commune son exécuteur testamentaire, à charge pour lui de créer une fondation d’utilité publique[réf. nécessaire] qui ait pour mission d’aider de jeunes artistes, de soutenir des œuvres caritatives et de créer un musée pour pérenniser son œuvre, transmettre son amour de la langue française et du spectacle sous toutes ses formes. Le projet est audacieux : il s’agit de créer le premier musée d’Europe dédié à la vie d’un humoriste,.

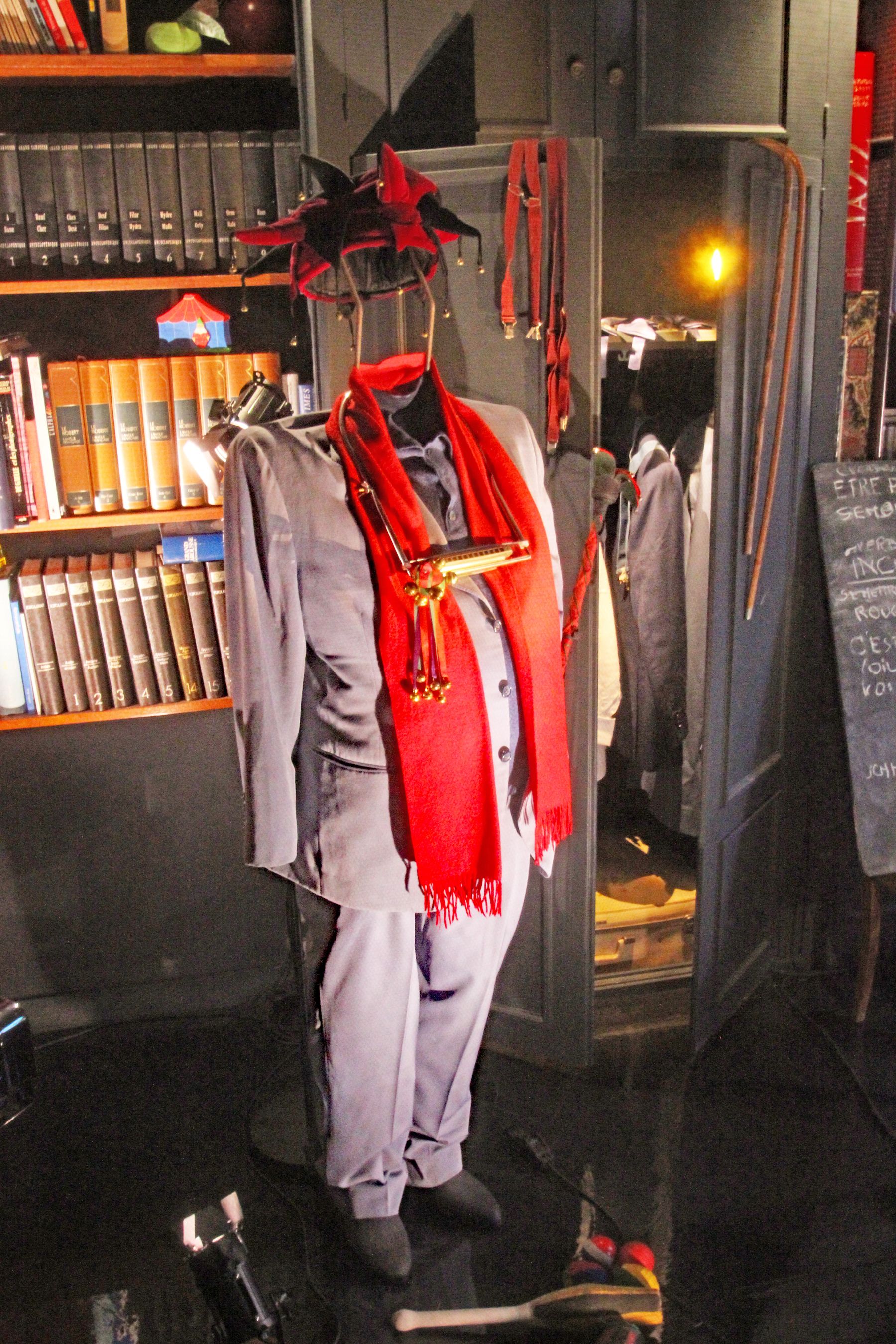
Un costume de scène de Raymond Devos.

La transformation du lieu en musée a demandé trois ans de travaux, supervisés par la Fondation Raymond-Devos créée à cet effet : Pour recevoir les visiteurs, il a fallu transformer une demeure du XIXe siècle en espace public, accessible aux personnes handicapées, tout en préservant son caractère et son charme. Le défi était d’en faire à la fois une maison-musée qui garde l’empreinte du maître du logis, et un musée-spectacle interactif où les gens puissent apprendre, rire et être émus. Il est inauguré le 7 novembre 2016 par Audrey Azoulay, ministre de la Culture, en présence, entre autres, de Valérie Pécresse, présidente de la région Île-de-France, de Dany Boon, Line Renaud, Robert Hossein, Michel Legrand, François Morel, Michel Boujenah, Alexis Gruss, et Yves Duteil qui a chanté La langue de chez nous.

## Les collections
Un parcours scénographique conjuguant l'authenticité des lieux et la modernité du multimédia permet de découvrir l'intimité de l'homme et la création de l'artiste. La scénographie est due à Olivier Desportes (Fête des lumières de Lyon), les travaux d’architecture à Philippe Burban, et les éclairages à Jacques Rouveyrollis qui a réalisé les lumières des spectacles des plus grandes vedettes.
L'exposition est constituée d'espaces thématiques où la vie et la carrière de l'artiste sont retracées à travers un abécédaire numérique interactif choisi parmi les mille six cents extraits vidéos de l’INA et une centaine d’émissions de radio ; un cabinet de magie où l’on peut reproduire les tours de Raymond; un salon de musique où ses instruments s’animent ; sa loge reconstituée… Dans les deux pièces restituées à l’identique, son bureau et ce qu’il appelait « mon petit musée », deux sons et lumières accueillent le public afin de faire comprendre le processus et l’environnement créatifs de l’auteur,.

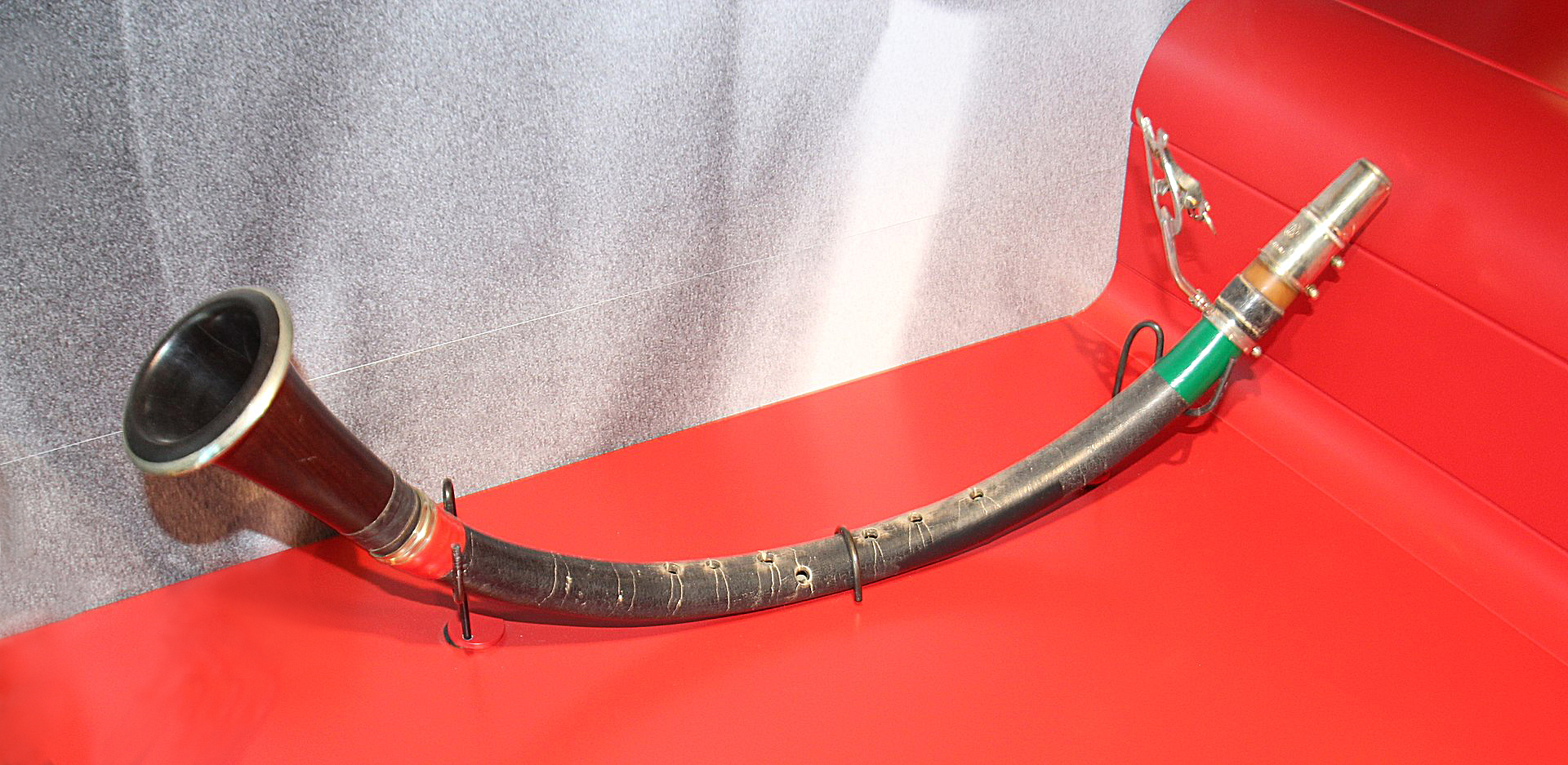
Un des dix-sept instruments de musique utilisés en scène par l'artiste.

Comme dans un théâtre, les couleurs choisies pour la valorisation de la maison-musée sont le rouge et le gris. On découvre dès l'entrée les deux Molières de Raymond Devos ainsi que son unique diplôme : son certificat d'études. Au rez-de-chaussée, dans la salle à manger, on découvre une grande bibliothèque avec ses auteurs préférés et de nombreux objets comme un Meccano ou encore une statue du Penseur de Rodin qu'il emmenait avec lui en tournée. Un peu plus loin, en poussant une porte, on entre dans sa loge reconstituée. On y trouve, bien entendu, une boîte de nez rouges ainsi qu'une clarinette. Au premier étage, les costumes de scène, des prix et trophées, des carnets de travail et les dix-sept instruments dont l'artiste jouait en scène. Mais l'antre de Raymond Devos se trouve un peu plus haut, au grenier. C'est en ce lieu qu'il aimait travailler et la mise en scène muséographique a su garder son côté « bazar » : piles de livres, cassettes, tableaux, trains électriques et autres jouets d'enfants, un grand piano, une colonne Morris…
Le musée est ouvert du mercredi au dimanche, de 14 heures à 19 heures.